# هيو الكسندر كروفورد
هيو الكسندر كروفورد (بالإنجليزية: Hugh Alexander Crawford)‏ هو سياسي أمريكي، ولد في 29 مارس 1873 في ميشيغان في الولايات المتحدة، وتوفي في 2 فبراير 1951 في مقاطعة جينيسي في الولايات المتحدة.